# Distretto di Lussemburgo
Il distretto di Lussemburgo è stato uno dei tre distretti del Granducato di Lussemburgo.

## Geografia
Confina a est con il distretto di Grevenmacher, a nord con il distretto di Diekirch, a ovest con la provincia belga del Lussemburgo e a sud con il dipartimento francese della Mosella.
La superficie è di 904 km² e la popolazione nel 2001 era di 381 801 abitanti. Il capoluogo è Lussemburgo. Il reddito pro capite è di 72.300$.

## Suddivisioni
Comprende 4 cantoni e 44 comuni:
1. Capellen
  - Dippach
  - Garnich
  - Habscht
  - Käerjeng (creato nel 2012 dalla fusione di Bascharage e Clemency)[2].
  - Kehlen
  - Koerich
  - Kopstal
  - Mamer
  - Steinfort
2. Esch-sur-Alzette
  - Bettembourg
  - Differdange
  - Dudelange
  - Esch-sur-Alzette
  - Frisange
  - Kayl
  - Leudelange
  - Mondercange
  - Pétange
  - Reckange-sur-Mess
  - Roeser
  - Rumelange
  - Sanem
  - Schifflange
3. Lussemburgo
  - Bertrange
  - Contern
  - Hesperange
  - Lussemburgo
  - Niederanven
  - Sandweiler
  - Schuttrange
  - Steinsel
  - Strassen
  - Walferdange
  - Weiler-la-Tour
4. Mersch
  - Bissen
  - Colmar-Berg
  - Fischbach
  - Heffingen
  - Helperknapp
  - Larochette
  - Lintgen
  - Lorentzweiler
  - Mersch
  - Nommern